# Джераховцы
Джера́ховцы, джейраховцы, название как тейпа: Джейрахой; другие названия: Джерах, Джерахи, истор. Ероханские люди (ингуш. ЖӀайрахой, ДжӀайрхой) — историческое ингушское этнотерриториальное общество (а также тайп), образовавшееся в Джейрахском ущелье, а также в районе низовья реки Армхи и верховья реки Терек. Джераховское общество граничило на западе с Тагаурским обществом, на востоке с фяппинцами, на юге с ингушским обществом/тайпом Гелатхой, на севере границы общества выходили к обществу Ангушти (Тарская долина) и к Владикавказу.

## История
В русских документах XVI—XVII веков упоминаются «ерохонские люди», которые отождествляются с джераховцами. По состоянию на XIX век джераховцы проживали в низовьях реки Армхи, и их локализуют там же по состоянию на XVI—XVII века. Таким образом, место проживания джераховцев находится на западной этнической границе ингушей, где те граничат с осетинами, при этом эта этническая граница была подвижна в XVI — первой половине XIX века.
По преданию родоначальником джераховцев был Джерахмат, который поселился в ущелье Армхи и собирал плату за проезд по Дарьялскому ущелью. Одним из его сыновей был Лорсин, с именем которого связано название селения Ларс, отмечавшееся в источнике XVIII века как осетинский аул. По мнению Е. Н. Кушевой, это отражает осетино-ингушские связи.
Н. Г. Волкова доказывает, что во второй половине XVIII века произошла миграция осетинов в низовья долины Армхи, в результате которой они были ассимилированы ингушами. Она рассматривает сёла Цурате и Ленате в нижнем течении Армхи, упоминаемые Ю. Клапротом как составлявшие село Джерах, в качестве фамильных поселений осетин и связывает их с фамилиями Цуровых и Льяновых, распространёнными среди ингушей и осетин и среди ингушей соответственно. Также она обращает внимание на то, что не позднее 1790-х годов один из представителей осетинской фамилии Слоновых (Дударовых) переселился в Джерахское ущелье и поселился среди ингушей, и что в преданиях ингушей Джерахского ущелья сохранилось представление об осетинском происхождении ингушских фамилий Цуровых и Хаматхановых.
Также имеется источник, датируемый не позднее 1816 года, который говорит, что пять деревень джераховцев происходят от осетин. По сведениям 1830-х годов джераховцам принадлежали сёла Калмыков (Калмыкау), Волокав (Уаллагкау), Пемат (Пхемат), Большой и Малый Вазби (Озьми). Волкова рассматривает Калмыков как фамильное поселение Калмаковых, то есть осетинской фамилии Калманта из Куртатинского ущелья.
В 1830-х годах джераховцы были приведены к присяге Российской империи. Во второй половине XIX века происходили переселения джераховцев в соседние с Джерахским ущельем местности (Длинная долина, Редант и другие). Постепенно происходила ассимиляция осетин ингушами, но осетины-джераховцы отделяли себя от ингушей как минимум до 1850-х годов.

## Состав
К Джераховскому обществу относились селения: Джейрах, Пхамат, Фуртоуг, Тамариани, Эзми. Из этих селений происходит старинный ингушский тейп Джейрахой, в состав которого входят патрони́мии:
| Ахриевы Оахаранаькъан | Боровы Боранаькъан | Льяновы Льянанаькъан | Хаматхановы Хаматхананаькъан | Цуровы Чуранаькъан |
|                       |                    |                      |                              |                    |

### Ахриевы
Ахриевы (ингуш. Оахаранаькъан) происходят из селения Фуртоуг. Название фамилии происходит от ингушского наименовании патронимии «Оахаранаькъан», что в свою очередь образовано от фамильного эпонима (имени предка) — «Оахар».